# Gens Fúria
La gens Fúria (en llatí: gens Furia) va ser una família romana d'origen patrici de gran antiguitat, originàriament anomenada Fúsia, modificat més tard a Fúria. Segons Titus Livi el canvi de essa a erra era freqüent com per exemple en Valerius abans Valesius.
El nom era comú a Túsculum i és possible que la gens fos originària d'aquesta ciutat igual que la gens Fúlvia amb la que de vegades es confon. El primer membre de la família que apareix a la història és Sext Furi Medul·lí l'any 488 aC, cinc anys després del tractat que Espuri Cassi Viscel·lí va fer amb els llatins, a la lliga dels quals pertanyia Túsculum.
Van utilitzar com a cognoms Aculeu, Bibaculus, Brocchus, Camillus, Crassipes, Fusus, Luscus, Medullinus, Pacilus, Philus i Purpureo. En monedes apareixen només els cognoms Brocchus, Crassipes, Philus i Purpureo. Alguns Furius van tenir càrrecs com a tribuns de la plebs, i pertanyien a altres branques, d'origen plebeu, potser descendents de lliberts o eren branques familiars esdevingudes plebees.

## Fus
D'aquesta família patrícia prové el renom romà Fus (Fusus), que feien servir les famílies dels Medul·lí (Medullinus) i els Pàcil (Pacilus), ambdues de la gens Fúria. El seu nom apareix als Fasti. Personatges amb aquest nomen van ser Marc Furi Fus, tribú amb potestat consular l'any 403 aC i Agrippa Furi Fus, tribú amb potestat consolar el 391 aC.